# Амплификация, опосредованная никирующим ферментом
Амплификация, опосредованная никирующим ферментом (англ. Nicking enzyme amplification reaction, NEAR) — это метод амплификации ДНК in vitro, подобный полимеразной цепной реакции (ПЦР). Репликация ДНК происходит при постоянной температуре с использованием полимеразы (и фермента никирования) для экспоненциальной амплификации ДНК в диапазоне температур от 55 °C до 59 °C.
Потенциальными преимуществами NEAR по сравнению с ПЦР являются повышенная скорость и более низкие затраты энергии — характеристики, общие с другими схемами изотермической амплификации. Основной недостаток NEAR по сравнению с ПЦР заключается в образовании неспецифических продуктов амплификации, что является общей проблемой для реакций изотермической амплификации.
В реакции NEAR используются эндонуклеазы природного происхождения или сконструированные эндонуклеазы, которые вносят разрыв нити только на одной нити в месте расщепления двухцепочечной ДНК. Способность некоторых из этих ферментов катализировать изотермическую амплификацию ДНК была раскрыта, но не заявлена в патентах, выданных на сами ферменты.
Амплификация, опосредованная никирующим ферментом используется для создаются биосенсоров.